# علی خضریان
علی خضریان (زاده ۵ اردیبهشت ۱۳۶۳ تهران) سیاستمدار ایرانی است که نماینده دوره یازدهم و دوازدهم مجلس شورای اسلامی از حوزه انتخابیه تهران، ری، شمیرانات، اسلامشهر و پردیس است.
وی در یازدهمین دوره انتخابات مجلس شورای اسلامی موفق شد با کسب ۷۴۰ هزار و ۳۳ رأی، به عنوان نفر بیست و چهارم از حوزه انتخابیه تهران، ری، شمیرانات، اسلامشهر و پردیس انتخاب گردد. وی در دوازدهمین دوره انتخابات مجلس شورای اسلامی موفق شد با کسب ۳۳۳ هزار و ۱۰۳ رأی، به عنوان نفر دوازدهم حوزه انتخابیه تهران وارد مجلس شود.
خضریان در دوران دانشجویی از اعضای شورای مرکزی اتحادیه انجمن‌های اسلامی دانشجویان مستقل بوده است. وی به همراه جمعی از ادوار این اتحادیه دانشجویی اقدام به تأسیس «خبرنامه دانشجویان ایران» نمود و تا سال ۱۳۹۶ مسئولیت آن را برعهده داشت. خضریان در عرصه رسانه‌ای پس از آن سابقه فعالیت در روزنامه فرهیختگان به عنوان سردبیر و سپس قائم‌مقام مدیرمسئول را داراست.
خضریان همچنین از سوی نمایندگان دوازدهمین دوره مجلس شورای اسلامی به عنوان عضو هیئت مدیره مؤسسه خبرگزاری خانه ملت انتخاب شد
خضریان در عرصه سیاسی سابقه عضویت در شورای مرکزی جبهه پایداری انقلاب اسلامی را دارد. وی در دوازدهمین دوره انتخابات ریاست جمهوری ایران به عنوان سخنگوی ستاد انتخاباتی کار و کرامت (ستاد سید ابراهیم رئیسی) فعالیت می‌کرد.
خضریان در چهاردهمین دوره انتخابات ریاست جمهوری ایران به عنوان مشاور رئیس ستاد انتخاباتی سعید جلیلی فعالیت کرده است.

## نمایندگی مجلس
خضریان در دوره‌های ۱۱ و ۱۲ مجلس شورای اسلامی به عنوان یک اصول گرا نامزد و وارد مجلس شده است.

### دوره یازدهم
علی خضریان در یازدهمین انتخابات مجلس شورای اسلامی موفق شد با کسب ۷۴۰ هزار و ۳۳ رای، به عنوان نفر بیست و چهارم از حوزه انتخابیه تهران، ری، شمیرانات، اسلامشهر و پردیس از استان تهران انتخاب گردد. وی همچنین عضو اصلی کمیسیون اصل نود مجلس یازدهم و به عنوان سخنگوی کمیسیون اصل نود و سخنگوی هیئت رئیسه مجمع نمایندگان استان تهران و عضو گروه‌های دوستی پارلمانی فرانسه، رومانی، ونزوئلا، کنیا و گویان مجلس یازدهم انتخاب شد. وی پیش از نمایندگی مجلس، مدیریت مرکز ارتباطات و اطلاع‌رسانی نهاد رهبری در دانشگاه‌ها را برعهده داشت.

### دوره دوازدهم
علی خضریان در دوره دوازدهم مجلس نیز شرکت کرده و با کسب ۳۳۳۱۰۳ رای در دور اول و به عنوان نفر دوازدهم به عضویت مجلس شورا اسلامی انتخاب شد. او در این دوره عضو کمیسیون امنیت ملی و سیاست خارجی است.و به عنوان نماینده این کمیسیون در کمیسیون اصل نودم قانون اساسی انتخاب شد.وی همچنین به عنوان عضو کمیسیون آیین‌نامه داخلی مجلس در دوره دوازدهم انتخاب شده است.
علی خضریان در دوره دوازدهم مجلس شورای اسلامی نائب رئیس فراکسیون مقاومت شد وی همچنین با رای نمایندگان مجلس شورای اسلامی عضو کمیته حمایت از انقلاب مردمی فلسطین انتخاب شد

## ادعای واردات گندم توسط حجاریان
علی خضریان در تیر ۱۳۹۹ با اشاره به حذف ردیف اعتباری خودکفایی گندم از سال ۱۳۹۴، با تکرار ادعاهای آزادی‌خواه نماینده مردم ملایر در سال ۱۳۸۸ مدعی شد یکی از سران پر نفوذ سیاسی کشور اقدام به واردات محموله‌های گندم کرده است. وی در همین خصوص ضمن طرح سؤال از وزیر جهاد کشاورزی با انتقاد از ادامه‌دار بودن حذف بودجه حمایت از خودکفایی گندم، در صفحه شخصی خود ادعا کرد که واردات گندم توسط سعید حجاریان از چهره‌های شناخته شده جریان اصلاحات صورت گرفته است.
محسن حجاریان در جوابیه خود واردات مربوط به گندم را در سال ۱۳۹۴ و مربوط به گندم غیر خوراکی دانست و اعلام کرد برخلاف ادعای خضریان میزان واردات بر اساس اسناد سه محموله به میزان کلی ۳ هزار تن و نه ۳–۴ میلیون تن بوده است و ربطی به سال ۱۳۹۵ و حذف ردیف بودجه در این سال ندارد.

## دفاع از طرح خروج از پروتکل الحاقی
خضریان در روز ۹ آذر ۱۳۹۹ در صحن علنی مجلس در بررسی دوفوریت طرح راهبردی مقابله با تحریم‌ها با اعلام اینکه محسن فخری زاده کشته روز چهارشنبه است، علت آن را تقسیم آمریکا به بد و خوب با مبدأ تاریخی ژانویه ۲۰۱۷ از سوی حسن روحانی دانست که منجر به ارسال پیام ضعف در روز چهارشنبه شده تا دشمن روز جمعه در عملش تردید نکند. وی در دفاع از این طرح گفت: ما در جمهوری اسلامی ایران به جای ارسال پالس ضعف و قرار گرفتن در تله بزرگ صبر استراتژیک که جناب رئیس‌جمهور عملاً به دشمن پیغام می‌دهد که در دوران باقیمانده ترامپ، تو می‌توانی هر کاری در این کشور بکنی و می‌توانی ترورهای دیگری انجام دهی، این پیام ضعف از سوی مجلس اصلاح خواهد شد و خروج از پروتکل الحاقی ان‌شاالله این پیام را به غربی‌ها خواهد داد که نه تنها دوران بزن در رو تمام شده بلکه دوران پادوهای شما در این کشور هم به انتها رسیده است.

## اعلام تخلف در زندان اوین
علی خضریان به عنوان سخنگوی کمیسیون اصل نود در شهریور ۱۴۰۰ با اشاره به ورود این کمیسیون به موضوع تصاویر منتشر شده از زندان اوین، گفت: هیاتی از کمیسیون اصل نود از زندان اوین بازدید می‌کند. وی پس از بازدید از زندان اوین افزود: در حاشیهٔ این بازدید جلسه‌ای با مسئولان دستگاه قضایی، سازمان زندان‌ها و زندان اوین تشکیل شد و موضوع به دقت مورد بررسی قرار گرفت. در این جلسه که در زندان اوین برگزار شد تمامی فیلم‌ها مجدداً با حضور نمایندگان مجلس، کارشناسان قوه قضاییه و دادستانی کل و مسئولان ذی‌ربط مورد بررسی قرار گرفت، تخلف برخی موارد برای ما محرز شد که حتماً باید با خاطیان برخورد شود. خضریان همچنین در صفحه شخصی خود خبر از مرخصی بدون سقف زمانی مهدی هاشمی رفسنجانی داد و نوشت: در حاشیه بازدید از زندان اوین مطلع شدم جناب مهدی هاشمی از اسفندماه سال گذشته و بدون تعیین سقف زمانی به مرخصی رفته است؛ از نماینده دادستان علت را جویا شدم و مقرر شد به‌سرعت رسیدگی و به کمیسیون اصل ۹۰ گزارش شود.

## دفاع از طرح صیانت
خضریان سخنگوی کمیسیون اصل ۹۰ در روز ۶ مرداد ۱۴۰۰ در دفاع از مطرح شدن طرح صیانت تأیید کرد. وی بیان داشت در زمینه فضای مجازی خلأ قانونی داریم، مجلس به این رأی داد که اصل قانونگذاری در امر فضای مجازی صورت گیرد، چرا که پارلمان محل قانونگذاری است و مجلس باید به وظیفه خود عمل کند. کشور باید توانمندی‌های خود در زمینه زیست‌بوم دیجیتال را به حدی تقویت کند که اگر روزی پلتفرم‌های آمریکایی به همان سادگی که ۱۳ میلیون محتوا را حذف کردند، تمام صفحات کاربران ایرانی با کاربری کسب و کار را برای فشار به ایران اسلامی مسدود کرد، کشور با بحران امنیتی مواجه نشود.

## مواضع خضریان در مورد مسایل روز کشور

### حمله به شاهچراغ
نظر خضریان در خصوص حمله تروریستی به حرم شاهچراغ: حادثه تروریستی در حرم شاهچراغ نشان می‌دهد صرفاً با مسئله‌ای به نام شفاف‌سازی مواجه نیستیم. من هم معتقدم که حتماً باید در اطلاع‌رسانی تسریع می‌شد و در موضوع هواپیمای اوکراینی نیز باید زودتر اطلاع‌رسانی می‌شد اما آنچه امروز در میدان در حال اتفاق است، صرفاً موضوع درگذشت یک فرد نیست و تدارکات آن از قبل چیده شده است و اگر غیر از این بود باید بعد از بیانیه پزشکی قانونی موضوع خاتمه می‌یافت. طراحی پیچیده‌ای که گسل‌های مختلف اجتماعی را درگیر کرده و بخشی از مردم عزیز ما را به جان هم انداخته حتماً داخلی نیست.

### نظر خضریان در موردخیزش ۱۴۰۱ ایران
علی خضریان در مناظره‌ای با مسعود پزشکیان در دانشگاه صنعتی شریف پیرامون وقایع پس از قتل مهسا امینی و «اغتشاش» خواندن اعتراضات مردم با بیان این‌که «با روشنگری و شفاف سازی موافقم» اظهار داشت: برای تعیین علت فوت خانم امینی نیاز به زمانی بود و مرجعی علمی باید بررسی‌های لازم را انجام می‌داد. همه می‌پذیریم که اگر در ۲۴ ساعت اول علتی برای فوت اعلام می‌شد، می‌توانست مثل هواپیمای اوکراینی حرف نابجایی باشد، یا این‌که اگر نیروی انتظامی که در جایگاه متهم است می‌گفت که من کاری نکردم، به او گفته می‌شد که خودت متهم هستی و حرف او شنیده نمی‌شد. همچنین اگر فردی خارج از جایگاه نیروی انتظامی صحبت کند، گفته می‌شد که تو اصلاً از کجا اطلاع داری که صحبت می‌کنی؟ حرف تو شفاف سازی نیست بلکه ماست مالی کردن است. خضریان تأکید داشت: باید صبر می‌کردیم که جایگاه علمی مربوطه یعنی پزشکی قانونی علت فوت را بیان کند. در این شرایط آقای پزشکیان در برنامه‌ای تلویزیونی علتی برای فوت خانم امینی مطرح کردند و به عنوان یک نخبه به فضای موجود دامن زدند. البته بیانیه شما این موضوع را اثبات می‌کند که منظور شما چیز دیگری بوده است. وی همچنین در این مورد بر این عقیده بوده که "آنچه در کف خیابان اتفاق افتد صرفا مربوط فوت یک شخص نبود و تدارکات آن از قبل برنامه ریزی شده بود. " وی همچنین اصل حجاب را بخشی از نظام جمهوری اسلامی دانسته و اعلام کرد که مجلس نمی‌تواند در این موارد تصمیم بگیرد.
علی خضریان از جمله نمایندگانی بود که همواره در نشست‌های مختلف از خیزش ۱۴۰۱ ایران با عنوان «فتنه» یاد می‌کرد. وی خواستار مدارا و قاطعیت توأمان در مواجهه با جریان فتنه بود و معتقد بود: ضمن اینکه باید برخورد قاطع با حلقه‌های اصلی درگیر در فتنه مطالبه شود، باید مراقبت شود تا کسانی که از موضع خود عبور می‌کنند، نباید با فشار این بازگشتشان دچار هزینه مضاعف شود و باید با مدارا زمینه شکل‌گیری زنجیره بازگشت را فراهم کرد، این بازگشت داوطلبانه نماد قدرت و موفقیت جمهوری اسلامی است. البته گذشت از خطا به معنای فراموشی آن نیست، اما شکست عظمت پوشالی جریان فتنه در برابر عظمت واقعی انقلاب اسلامی و بخشش کریمانه خود نشانگر قدرت نظام جمهوری اسلامی است.

### پیشنهاد تغییر مجازات حبس برای دانشجویان
در ۱ آذر ۱۴۰۱ و همزمان با اوج اعتراضات دانشجویی در دانشگاه‌های کشور طرحی در مجلس شورای اسلامی مطرح شد که در صورت تصویب آن دانشجویان معترض در صورت دست زدن به اعتراضاتی که از نظر حکومت «هنجارشکنی» و مصداق «ایجاد آشوب و بلوا، تخریب اموال، فحاشی و توهین به مقدسات» باشد و «در روند مأموریت‌های آموزشی و پژوهشی دانشگاه اخلال ایجاد کند»، ۱۰ سال ممنوع‌الخروج خواهند شد.
علی خضریان در پاسخ به سؤالی در مورد پیش نویس طرح ممنوعیت خروج دانشجویان معترض گفت: ما طرحی برای ممنوع خروجی نداشتیم، هیچ‌کس هم به دنبال برخورد با دانشجویان معترض نیست، اما طبق قوانین موضوعه، یک جرم سیاسی داریم کسی که جرم سیاسی داشت به سمت حبس و بقیه مجازات می‌رود. من هیچ قضاوتی در مورد کسی ندارم؛ فرض می‌کنیم کسی جرم مرتکب شده است و خارج از شأن یک نخبه دانشگاهی است که ۷ سال زندان برود اما ایده این است مجازات جایگزین طراحی شود. و به جای حبس کار تربیتی شود، در کمیته‌ای متشکل از نماینده بنیاد نخبگان، نهاد رهبری، ریاست جمهوری و بخش‌های دیگر بگویند یک فرد خدمت تربیتی داشته باشد و سپس بتواند برود، البته این برای کسی است که در حوزه «جرم سیاسی» کاری کرده است. نمی‌توان دانشجویی که در شرایط جو زدگی رفتاری کرده را زندانی و تبدیل به اپوزسیون کرد. البته باید کار علمی شود و مرکز پژوهش‌ها و سایرین نظر دهند. پیش از این هم مهرداد ویس‌کرمی نماینده مردم خرم‌آباد و علیرضا منادی‌سفیدان رئیس کمیسیون آموزش مطرح بودن هرگونه پیشنهاد درخصوص ممنوع الخروجی دانشجویان را رد کردند

### افشای فساد در فوتبال
علی خضریان، سخنگوی کمیسیون اصل نود مجلس یازدهم در برنامه تلویزیونی فوتبال برتر با اشاره به پرونده فساد در فوتبال، گفت: این پرونده از باشگاه مس آغاز شده و دامنه آن به باشگاه‌های اصلی و مهم لیگ برتر رسیده است.
خضریان با بیان اینکه پرونده پول‌های کثیف در فوتبال که ابعاد امنیتی-سیاسی پیدا کرده و ارتباط آن با عناصر ورزشی معاند خارج از کشور کشف شده است، افزود: فساد در فوتبال مثل یک کوه یخی است که تازه قله آن بیرون زده است و از ‎فدراسیون فوتبال انتظار می‌رود که همکاری کند و به عنوان دستگاه ناظر باید در این موضوعات مسئولیت‌پذیر باشد. مبارزه با فساد باید به صورت کاملاً همه‌جانبه و بدون نگاه رنگی و تیمی بررسی شود و این به نفع همه است.

### جنگ اسراییل و حزب‌الله ۲۰۲۴
خضریان با حمایت از محور مقاومت و حزب‌الله لبنان علی رغم نابودی رهبران این گروه حملات این گروه به تیپ گولانی اسراییل را یک شاهکار قدرتمند نظامی و شاهکار بزرگ اطلاعاتی خوانده و بیان داشت که این مجموعه همان قوت روز اول جنگ سرپاست

### حمایت از حماس درحمله ۷ اکتبر ۲۰۲۳ حماس
خضریان با حمایت از این عمل تروریستی حماس در قتل‌عام بیش از ۱۱۰۰ نفر از غیر نظامیان بیان داشت که عملیات طوفان الاقصی باعث آچمز شدن اسراییل در فلسطین شده است.

### ترور هنیه در تهران
وی پس از کشته شدن هنیه این موضوع را فاقد تأثیر در سرنوشت جنگ در غزه خوانده و بیان داشت که اسراییل در باتلاقی که پس از عملیات ۷ اکتبر برایش رقم خورده، گیر کرده و در حال تسریع در پایان دادن به حیات جعلی خود است.